# Tour de Langkawi
Tour de Langkawi (lokalt kaldet Le Tour de Langkawi) er et stort cykelløb, der bliver kørt på Malayahalvøen sent i januar måned eller først i februar måned. Det blev første gang kørt i 1996. 
Den rytter med flest etapesejre i løbet er den italienske sprinter Andrea Guardini, der i alt har 24 etapesejre – med rekorden på 6 sejre et år – og også har vundet pointkonkurrencen 4 gange. 

## Vindere gennem tiderne
| År   | Vinder                      | Toer                       | Treer                |        |
| ---- | --------------------------- | -------------------------- | -------------------- | ------ |
| 1996 | Damian McDonald             | Chris Newton               | Brett Dennis         |        |
| 1997 | Luca Scinto                 | Jens Voigt                 | Alberto Elli         |        |
| 1998 | Gabriele Missaglia          | Giuliano Figueras          | Nicklas Axelsson     |        |
| 1999 | Paolo Lanfranchi            | Sergej Ivanov              | Allan Iacuone        |        |
| 2000 | Chris Horner                | Julio Alberto Pérez Cuapio | Fortunato Baliani    |        |
| 2001 | Paolo Lanfranchi            | Paolo Bettini              | Chris Wherry         |        |
| 2002 | Hernán Darío Muñoz          | Robert Hunter              | David George         |        |
| 2003 | Tom Danielson               | Hernán Darío Muñoz         | Freddy González      |        |
| 2004 | Freddy González             | Ryan Cox                   | Dave Bruylandts      |        |
| 2005 | Ryan Cox                    | José Rujano                | Tiaan Kannemeyer     |        |
| 2006 | David George                | Francesco Bellotti         | Gabriele Missaglia   |        |
| 2007 | Anthony Charteau            | José Serpa                 | Walter Pedraza       |        |
| 2008 | Ruslan Ivanov               | Matthieu Sprick            | Gustavo César Veloso |        |
| 2009 | José Serpa                  | Jai Crawford               | Jackson Rodríguez    |        |
| 2010 | José Rujano                 | Gong Hyo-suk               | Hossein Askari       |        |
| 2011 | Jonathan Monsalve           | Libardo Niño               | Emanuele Sella       |        |
| 2012 | José Serpa                  | José Rujano                | Victor Niño          |        |
| 2013 | Julián Arredondo            | Pieter Weening             | Sergio Pardilla      |        |
| 2014 | Mirsamad Pourseyedi         | Merhawi Kudus              | Isaac Bolívar        |        |
| 2015 | Youcef Reguigui             | Valerio Agnoli             | Sebastián Henao      |        |
| 2016 | Reinardt Janse van Rensburg | Daniel Jaramillo           | Miguel Ángel López   |        |
| 2017 | Ryan Gibbons                | Cameron Bayly              | Alberto Cecchin      |        |
| 2018 | Artjom Ovetsjkin            | Łukasz Owsian              | Benjamin Dyball      |        |
| 2019 | Benjamin Dyball             | Keegan Swirbul             | Vadim Pronskij       |        |
| 2020 | Danilo Celano               | Jevgenij Fedorov           | Artjom Ovetsjkin     |        |
| 2021 | aflyst                      | aflyst                     | aflyst               | aflyst |
| 2022 | Iván Sosa                   | Hugh Carthy                | Torstein Træen       |        |
| 2023 | Simon Carr                  | Jefferson Alexander Cepeda | Pablo Castrillo      |        |
| 2024 | Max Poole                   | Thomas Pesenti             | Unai Iribar          |        |

## Eksterne links
- Tour der Langkawis officielle hjemmeside

1. ↑  (en) Libardo Niño tested positive again for the use of EPO,  cqranking.com.